# Silvana Koch-Mehrin
Silvana Koch-Mehrin (Wuppertal, 17 november 1970) is Duits politica van liberale strekking. Ze behoort tot de Vrije Democratische Partij, en zetelde van 2004 tot 2014 in het Europees Parlement.

## Biografie

### Opleiding
Koch-Mehrins vader was journalist en FDP-lid; haar moeder was lerares. Ze studeerde algemene economie en geschiedenis aan de universiteit van Hamburg, Straatsburg en Heidelberg. In 2000 behaalde ze aan die laatste universiteit haar doctoraat, maar in 2011 werd de titel ontnomen nadat plagiaat was ontdekt in haar proefschrift.

### Carrière

#### Privaat
In 1998 richtte Koch-Mehrin een PR-adviesbureau op dat ze tot 2003 leidde. Toen werd ze met het bedrijf partner in een groter adviesbureau. Toen ze in 2004 in het Europees Parlement werd verkozen verkocht ze haar aandeel. Van 2004 tot 2011 presenteerde ze tweewekelijks Silvana's Europa, een praatprogramma over Europese politiek en economie op de regionale zender NRW.TV. Ook beantwoordt ze sinds 2004 wekelijks een lezersvraag over de EU in een column in het tijdschrift Praline.

#### Politiek
Koch-Mehrin is sinds begin jaren 1990 actief bij de Duitse liberale partij; eerst bij de Jonge Liberalen waarvan ze in 1993 en 1994 vicevoorzitter was. In 2004 was ze lijsttrekker van de Europese lijst van de FDP en werd verkozen in het Europees Parlement. De FDP haalde bij deze verkiezingen voor het eerst in tien jaar weer de kiesdrempel van 5%. In 2009 deed de partij met 11,6% het nog een stuk beter en werd Koch-Mehrin herkozen. Van 2000 tot 2011 maakte ze deel uit van het nationaal partijbestuur. In 2014 kwam ze niet meer op voor het Europees Parlement.

##### Europa

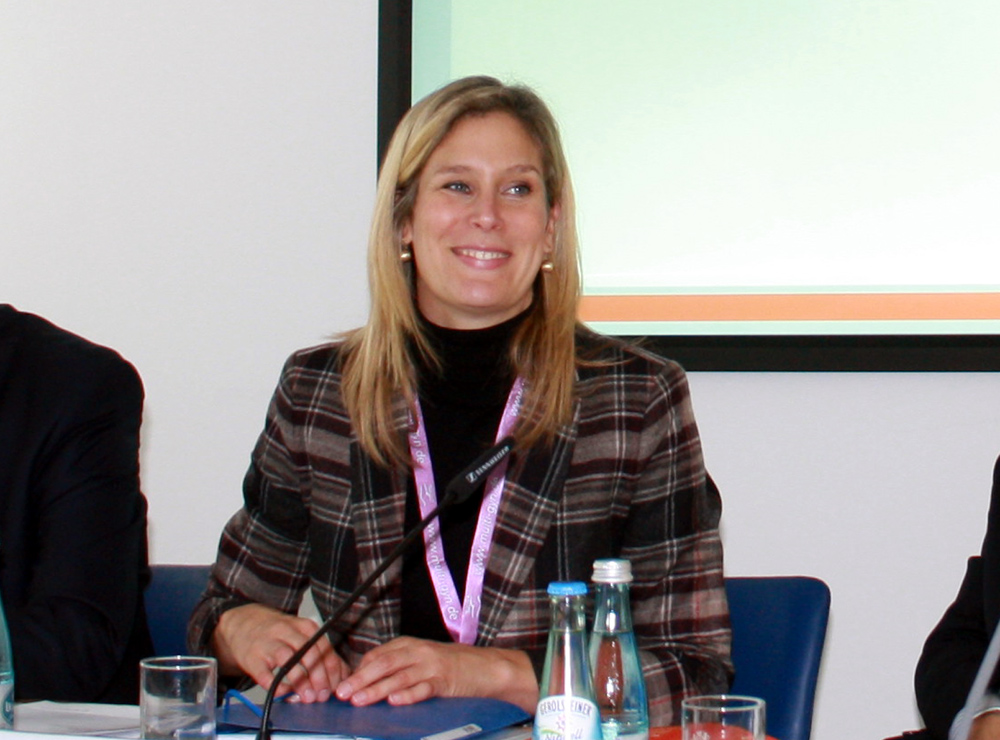
Koch-Mehrin in 2010.

In het Europees Parlement was Koch-Mehrin van 2004 tot 2009 vicevoorzitter van de liberale fractie. Van 2009 tot 2011 was ze vicevoorzitter van het parlement, een positie die ze moest opgeven naar aanleiding van het plagiaat in haar proefschrift. Tot 2011 was ze voorts lid van het comité inzake industrie, onderzoek en energie; ook deze positie gaf ze om dezelfde reden op. Verder was ze lid van het comité inzake vrouwenrechten en gendergelijkheid en de delegatie voor de relaties met Zwitserland en Noorwegen en de gezamenlijke parlementaire comités met IJsland en de Europese Economische Ruimte.
In 2009 kwam Koch-Mehrin onder vuur te liggen omdat ze slechts 39% van de parlementaire debatten zou bijwonen. Zelf verklaarde ze bij driekwart van de debatten aanwezig te zijn. Het Europees Parlement corrigeerde dat rekening houdende met zwangerschapsverlof tot 62% en startte een onderzoek vanwege de valse verklaring.
- Gemeinsame Normdatei: 123232228
- International Standard Name Identifier: 0000 0000 4381 1218
- Library of Congress Control Number: nb2003070665
- Système universitaire de documentation: 160380014
- Virtual International Authority File: 42740582
- WorldCat: E39PBJtrVY77pmfMMCkh6KymVC